# Serina (BG)
Serina é uma comuna italiana da região da Lombardia, província de Bérgamo, com cerca de 2.192 habitantes. Estende-se por uma área de 27 km², tendo uma densidade populacional de 81 hab/km². Faz fronteira com Algua, Cornalba, Costa di Serina, Dossena, Oltre il Colle, Roncobello, San Pellegrino Terme.

## Demografia
| Variação demográfica do município entre 1861 e 2011                               |
|                                                                                   |
| Fonte: Istituto Nazionale di Statistica (ISTAT) - Elaboração gráfica da Wikipedia |